# Daneida Polanco
Daneida Polanco (San Francisco de Macorís, 19 de marzo de 1978) es una periodista, presentadora e influenciadora dominicana radicada en los Estados Unidos y vinculada a la cadena Univision. En 2018 recibió una nominación a los Premios Emmy de Noticia y Documental por su trabajo como corresponsal en el especial Unidos en el dolor: Huracán María en Puerto Rico.

## Biografía

### Primeros años
Polanco nació en 1978 en la localidad de San Francisco de Macorís, República Dominicana. Interesada en la comunicación social y el periodismo, emigró hacia los Estados Unidos a los dieciséis años para formarse académicamente en el Bronx Community College, donde obtuvo un título en periodismo en 2001. Su carrera obtuvo notoriedad cuando se vinculó profesionalmente a la cadena Univision 41 en la ciudad de Nueva York, mientras cursaba segundo semestre universitario.

### Univision y Premio Emmy
Tras participar como conductora del espacio televisivo Sábado al Mediodía, en 2004 se integró al programa de variedades El gordo y la flaca como reportera. Un año después se convirtió en corresponsal de entretenimiento del noticiero Primer Impacto. Desde estas plataformas ha podido cubrir eventos importantes como los Premios Grammy Latinos, los Premios Juventud, los Premios Lo Nuestro y los Premios Latin American Music. Otras coberturas especiales e investigaciones incluyen los fallecimientos de Michael Jackson, Celia Cruz y Héctor Camacho.
En su faceta como entrevistadora, ha tenido la posibilidad de trabajar con celebridades como Enrique Iglesias, Daddy Yankee, Juan Luis Guerra, Ben Affleck, Jennifer Lopez, Shakira, Romeo Santos, Matt Damon, Jessica Simpson, Thalía, Stephanie Valenzuela y Tania Medina, entre otros.
En 2018 recibió una nominación a los Premios Emmy de Noticia y Documental en la categoría Outstanding Coverage of a Breaking News Story in Spanish por su trabajo como corresponsal en Unidos en el dolor: Huracán María en Puerto Rico, sobre el impacto del Huracán María en la isla de Puerto Rico. Otros reconocimientos recibidos por Polanco incluyen una proclamación especial del Estado de Nueva York destacando su trayectoria en el periodismo, las Llaves del Condado de Union City, Nueva Jersey y una proclamación especial del Estado de Nueva Jersey.

### Actualidad
En 2024 participó en los Premios Soberano e inauguró la Semana de la Moda Dominicana.  Un año después cubrió el evento 25 Mujeres Poderosas de la revista People en Español. Paralelo a su trayectoria en el periodismo, Polanco se desempeña como influenciadora de contenido relacionado con moda y belleza a través de sus redes sociales.

## Premios y nominaciones
| Año  | Evento                               | Categoría                                                | Obra                                             | Resultado |
| ---- | ------------------------------------ | -------------------------------------------------------- | ------------------------------------------------ | --------- |
| 2018 | Premios Emmy de Noticia y Documental | Outstanding Coverage of a Breaking News Story in Spanish | Unidos en el dolor: Huracán María en Puerto Rico | Nominada  |